# Her Country First
Her Country First er en amerikansk stumfilm fra 1918 af James Young.

## Medvirkende
- Vivian Martin som Dorothy Grant
- John Cossar som Franklin Grant
- Florence Oberle som Mrs. Grant
- J. Parks Jones som Craig Allison
- Larry Steers som Dr. Barnes